# Rpm (Einheit)
rpm (engl. revolutions per minute; „Umdrehungen pro Minute“) ist eine angloamerikanische Einheit in der Mechanik für die Drehzahl {\displaystyle n}, beispielsweise einer Drehachse.
Die dem rpm entsprechende deutsche Maßeinheit für {\displaystyle n} lautet 1/min (= 1 min−1)
{\displaystyle 1\,{\text{rpm}}={\frac {1}{\text{min}}}={\frac {1}{60\,{\text{s}}}}\;.}
Nach dem SI-Einheitensystem ist die Angabe in der Einheit 1/s zwar vorgesehen, aber kaum gebräuchlich; die Einheit Hertz ist nach DIN 1301 für die Drehzahl nicht zu verwenden.
Der besondere Name Umdrehung (Einheitenzeichen r, im deutschsprachigen Raum U) wird bei der Spezifikation für drehende Maschinen meist statt der Eins als Einheit verwendet. Entsprechend ist bei der Drehzahl die Einheit „Umdrehung pro Minute“ (Einheitenzeichen U/min) weit verbreitet.
Betrachtet man einen Punkt auf einem mit der Achse rotierenden Bauteil, so bewegt er sich mit der Winkelgeschwindigkeit {\displaystyle \omega =2\pi \,n}.
Zu einem {\displaystyle n=\{n\}\,{\text{rpm}}} gehört ein {\displaystyle \omega =\{n\}\ {\frac {2\pi }{60\,{\text{s}}}}\approx 0{,}1\,\{n\}\,{\text{s}}^{-1}\;.}
Dabei steht {\displaystyle \{n\}} für den Zahlenwert der Drehzahl in der verwendeten Einheit.